# Ivana Matović
Ivana Matović (in serbo Ивана Матовић?; Šabac, 11 settembre 1983) è un'ex cestista serba, fino al 2003 jugoslava.

## Carriera
Con la Serbia e Montenegro ha disputato due edizioni dei Campionati europei (2003, 2005).